# Esther Durand
Pour les articles homonymes, voir Durand.
Esther Durand est une boxeuse française née le 27 mai 1981.

## Carrière sportive
En 2001 , elle remporte la médaille d'argent aux championnats d'Europe amateur à Saint-Amand-les-Eaux en moins de 67 kg (poids welters). Elle est sacrée championne de France des moins de 67 kg de 2000 à 2004.